# Rallarmuseet
Rallarmuseet er et jernbanemuseum i Finse i Ulvik kommune i Norge, der viser historien bag bygningen af Bergensbanen. Museet har til huse på Finse Station, der med sin placering 1.222 meter over havet er den højest beliggende jernbanestation i Norge.
Banen mellem Oslo og Bergen blev bygget af ingeniører, banebørster og andre fagfolk fra 1870'erne til 1909. I 1986 stiftedes Stiftinga Rallarmuseet Finse af Finse Vell, NSB, Finse 1222, Ulvik herad og Norsk Jernbaneklubb. Formålet var at bevare den specielle historie om bygningen af Bergensbanens strækning gennem fjeldene for eftertiden. Museet åbnede i 1990.
I udstillingen finder man blandt andet en autentisk smedje og anlægsbarak. Udenfor er der udstillet forskelligt snerydningsmateriel, heriblandt damp- og dieseldrevne sneslynger, sneplove og sporrensere.